# Miss Sarajevo
Miss Sarajevo (с англ. — «Мисс Сараево») — единственный сингл с совместного альбома Original Soundtracks 1 1995 года группы U2 и Брайна Ино, выпущенного под псевдонимом Passengers. В записи вокала принял участие Лучано Паваротти.
Также под этим названием вышел короткометражный документальный фильм о конкурсе красоты, проходящем в осажденном Сараево. Фильм снят американским журналистом Биллом Картером совместно с Боно. Победителем конкурса стала Инела Ногич. Картер приехал в Сараево зимой 1993 года с гуманитарной миссией и быстро нашёл себя в самом сердце конфликта. Он жил 6 месяцев в обгоревшем офисном здании, питаясь детским питанием и водой из местных рек и канализационных коллекторов, доставляя еду и медикаменты нуждающимся.

## Предыстория
Впервые Картер связался с U2, когда они были в туре Zoo TV Tour, чтобы показать настоящих, вовлечённых в конфликт людей, чувствующих полное безразличие западных средств массовой информации к человеческому аспекту войны. Группа организовала несколько спутниковых эфиров, в которых Картер дал возможность местным жителям, на тот момент отрезанным от связи с остальной Европой в течение полутора лет, быть услышанными перед тысячами зрителей на стадионах. Но эфиры были короткими и не опубликованными.

«Идея была проста, вместо того, что делают новости, развлекая вас, я хотел сделать что-нибудь, на что новости способны редко  - заставить человека заботиться о результате… Я хотел, чтобы молодёжь Европы увидела людей в войне, я не хотел, чтобы они видели политиков, или религиозных лидеров, или военных представителей.»
— Билл Картер

Картер получил высланную из дома в Калифорнии видеокамеру, чтобы иметь возможность снимать видео, впоследствии ставшее документальным фильмом (который выпущен при помощи Боно), а также с целью обратить внимание людей на местных жителей, которые живут, несмотря на войну.

## Чарты и продажи
| Хит-парад (1995)                 | Высшая позиция |
| -------------------------------- | -------------- |
| Australian ARIA Chart            | 7              |
| Austrian Singles Chart           | 22             |
| Belgian Singles Chart (Flanders) | 5              |
| Belgian Singles Chart (Wallonia) | 3              |
| Canada RPM Adult Contemporary    | 34             |
| Canada RPM Top 100               | 46             |
| Dutch Top 40                     | 5              |
| Finnish Singles Chart            | 5              |
| French Singles Chart             | 8              |
| German Singles Chart             | 11             |
| Irish Singles Chart              | 4              |
| New Zealand Singles Chart        | 23             |
| Norwegian Singles Chart          | 10             |
| Swedish Singles Chart            | 35             |
| Swiss Singles Chart              | 10             |
| UK Singles Chart                 | 6              |

| Хит-парад (1995)     | Позиция |
| -------------------- | ------- |
| French Singles Chart | 90      |
| Хит-парад (1996)     | Позиция |
| Dutch Top 40         | 47      |

| Страна | Статус     | Дата          | Продажи |
| ------ | ---------- | ------------- | ------- |
| UK     | Серебряный | 1 ноября 1995 | 200,000 |